# День дурня (фільм, 1986)
«День дурня» (англ. April Fool's Day) — американський комедійний слешер 1986 року режисера Фреда Волтона.

## Сюжет
Сюжет розповідає про групу студентів коледжу, які відпочивають під час першоквітневих вихідних на острівному маєтку, куди проникає невідомий зловмисник.

## Акторський склад
| Актор                | Роль                    |
| -------------------- | ----------------------- |
| Джей Бейкер          | Гарві Едісон-молодший   |
| Дебора Форман        | Маффі / Баффі Сент-Джон |
| Дебора Гудріч        | Ніккі Брашарес          |
| Кен Оландт           | Роб Ферріс              |
| Гріффін О'ніл        | Скіп Сент-Джон          |
| Лія Пінсент          | Нен Янгблад             |
| Клейтон Ронер        | Чез Вишинські           |
| Емі Стіл             | Кіт Грем                |
| Томас Френсіс Вілсон | Арч Каммінгс            |

## Виробництво

### Кастинг
Емі Стіл отримала роль Кіт завдяки продюсеру Френку Манкузо-молодшому, після того, як вона зіграла у іншій продюсерській роботі Манкузо — «П'ятниця, 13-е, частина 2» (1981). На роль Маффі Сент-Джон, молодої студентки коледжу, яка організовує вечірку у своєму родинному маєтку, пройшла прослуховування Дебора Форман (яка нещодавно зіграла з Ніколасом Кейджем у «Дівчині з долини»). Волтон згадував, що затвердив Форман на роль після того, як вона "розірвала їх" під час прослуховування.

### Зйомки
Розглянувши різні локації для зйомок (Мартас-Вайнярд та Сіетл), продюсер Френк Манкузо-молодший вирішив проводити зйомки на острові Ванкувер у Вікторії, Британська Колумбія. Зйомки проходили протягом шести тижнів на двох приватних будинках у Вікторії. Волтон зазначав, що акторський склад складався з «молодих, талановитих дітей, які дуже весело проводили час».

### Пост-продакшн
У фінальній частині фільму, наявній в оригінальній  версії Волтона, група покидає острів, а Скіп інсценує вбивство Маффі, бажаючи привласнити їхній родинний спадок собі. Керівництву Paramount не сподобався такий похмурий поворот, і вони наказали вирізати цю сцену, щоб фільм закінчився на високій ноті.

## Випуск
«День дурня» вийшов на екрани наприкінці березня 1986 року у зв'язку зі святом 1 квітня. Фільм був показаний у США на 1202 екранах і заробив 3,4 мільйона доларів протягом перших вихідних, зрештою зібравши 13 мільйонів доларів на внутрішньому ринку.
Прем'єра фільму для домашнього відео відбулася у 1980-х роках, він був випущений на відеокасетах та лазерних дисках. З того часу він чотири рази виходив на DVD. Перше видання вийшло 3 вересня 2002 року на Paramount Home Entertainment. Потім був включений до потрійного диска, до якого також увійшли «Казки з темного боку» і «Нічна зміна» в серпні 2007 року. Через вісім місяців, у березні 2008 року, він був випущений разом з фільмом «Мій кривавий Валентин» (1981), а 2013 року — як самостійний реліз.